# カロリーネ・フォン・ヘッセン＝ホンブルク (1819-1872)
カロリーネ・フォン・ヘッセン＝ホンブルク（Caroline von Hessen-Homburg, 1819年3月19日 - 1872年1月18日）は、ドイツのヘッセン＝ホンブルク家の公女。兄系ロイス侯国の侯妃であり、公国の摂政を務めた（1859年 - 1867年）。

## 生涯
ヘッセン＝ホンブルク方伯グスタフとその妻でアンハルト＝デッサウ公世子フリードリヒの娘ルイーゼの間の第1子・長女。正式な洗礼名はカロリーネ・アマーリエ・エリーザベト・アウグステ・フリーデリケ・ルドヴィーケ・クリスティアーネ・ヨゼフィーネ・レオポルディーネ・ゲオルゲ・ベルンハルディーネ・ヴィルヘルミーネ・ヴォルデマーレ・シャルロッテ（Caroline Amalie Elisabeth Auguste Friederike Ludowike Christiane Josephine Leopoldine George Bernhardine Wilhelmine Woldemare Charlotte）。両親は実の叔父と姪の間柄だった。1839年10月1日、ホンブルクで兄系ロイス侯ハインリヒ20世と結婚。
夫の死後、1859年から1867年まで未成年の息子ハインリヒ22世に代わり侯国を摂政として治めた。カロリーネの父グスタフはオーストリア軍人であり、また婚家ロイス家の親類縁者も多くがオーストリア軍に仕えていたことから、強い反プロイセン感情を抱いていた。このため普墺戦争ではオーストリア側につき、その結果公国の首都グライツをプロイセン軍に占領されてしまう。兄系ロイス侯国がハノーファー王国のようにプロイセンに併合され消滅する運命を免れたのは、ひとえにプロイセン王ヴィルヘルム1世の義弟ザクセン＝ヴァイマル＝アイゼナハ大公カール・アレクサンダーが、ロイス家と縁戚関係にある誼で王に口添えをしてくれたからである。侯国の存続のため、カロリーネは息子の摂政から降りること、個人資産の半分をプロイセンへの軍税として献金することを強いられた。

## 子女
夫との間に生まれた5子は以下の通り。
- ヘルミーネ（1840年 - 1890年） - 1862年シェーンブルク＝ヴァルデンブルク侯子フーゴーと結婚
- ハインリヒ21世（1844年）
- ハインリヒ22世（1846年 - 1902年） - ロイス＝グライツ侯
- ハインリヒ23世（1848年 - 1861年）
- マリー（1855年 - 1909年） - 1875年イーゼンブルク＝ビューディンゲン＝メーアホルツ伯フリードリヒと結婚